# Maisie
Maisie ist ein schottischer weiblicher Vorname. Er ist das Diminutiv des Namens Mairead, der schottischen Variante von Margarete.

## Bekannte Namensträgerinnen
- Maisie Peters (* 2000), britische Singer-Songwriterin
- Maisie Renault (1907–2003), französische Widerstandskämpferin
- Maisie Richardson-Sellers (* 1992), britische Schauspielerin
- Maisie Williams (* 1997), britische Schauspielerin